# Passiflorahoeve

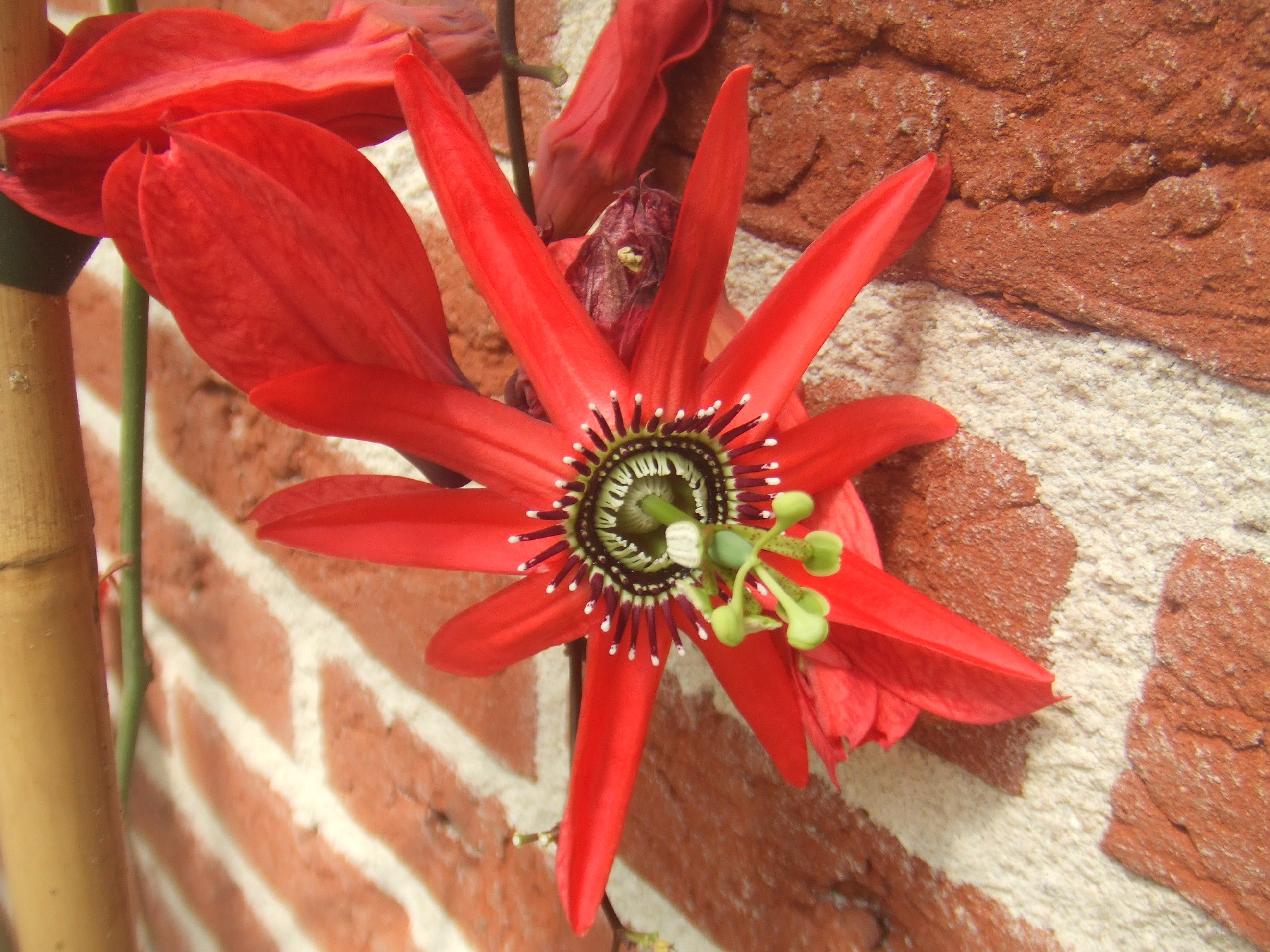
Passiflora racemosa

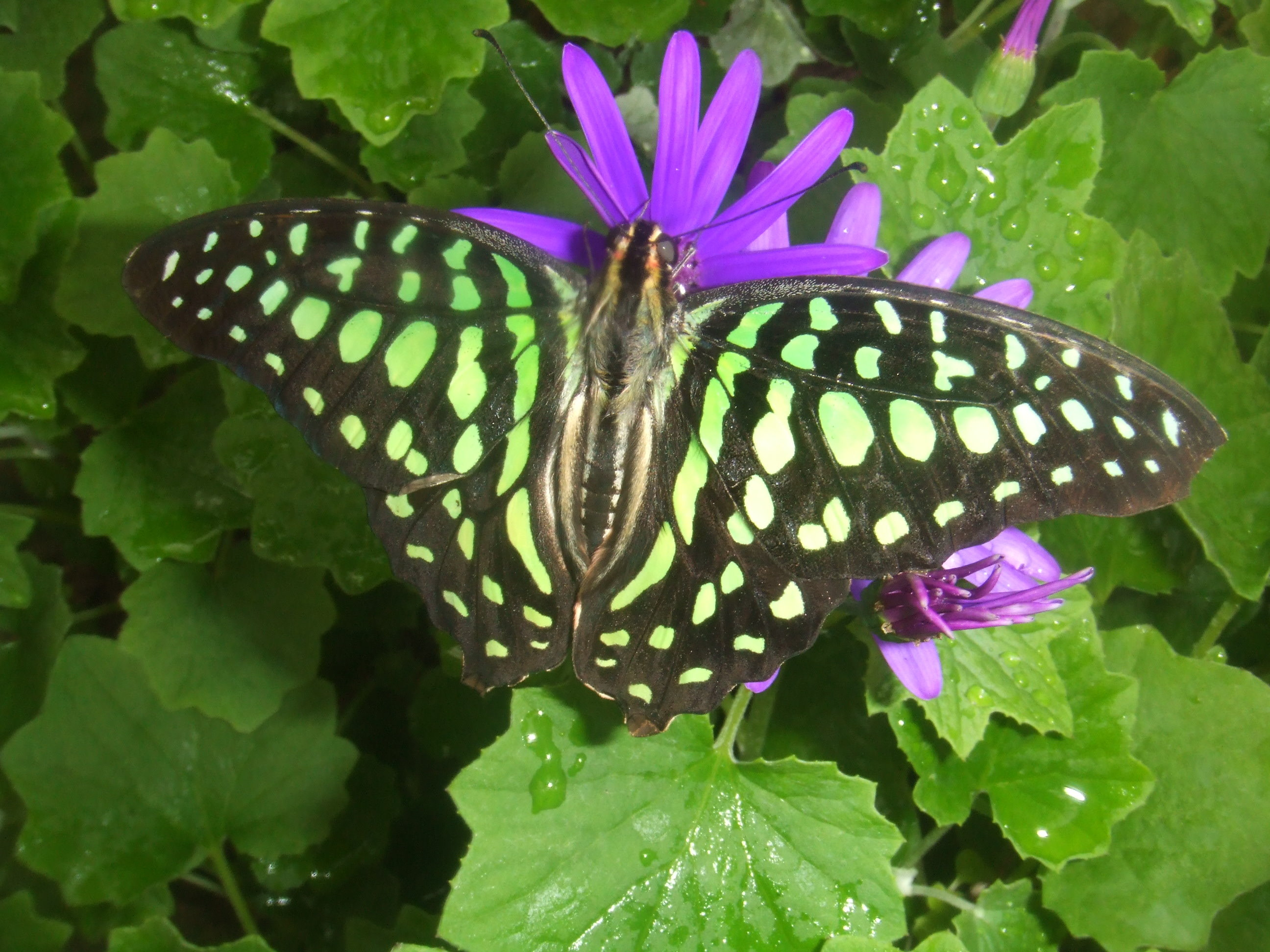
Graphium agamemnon

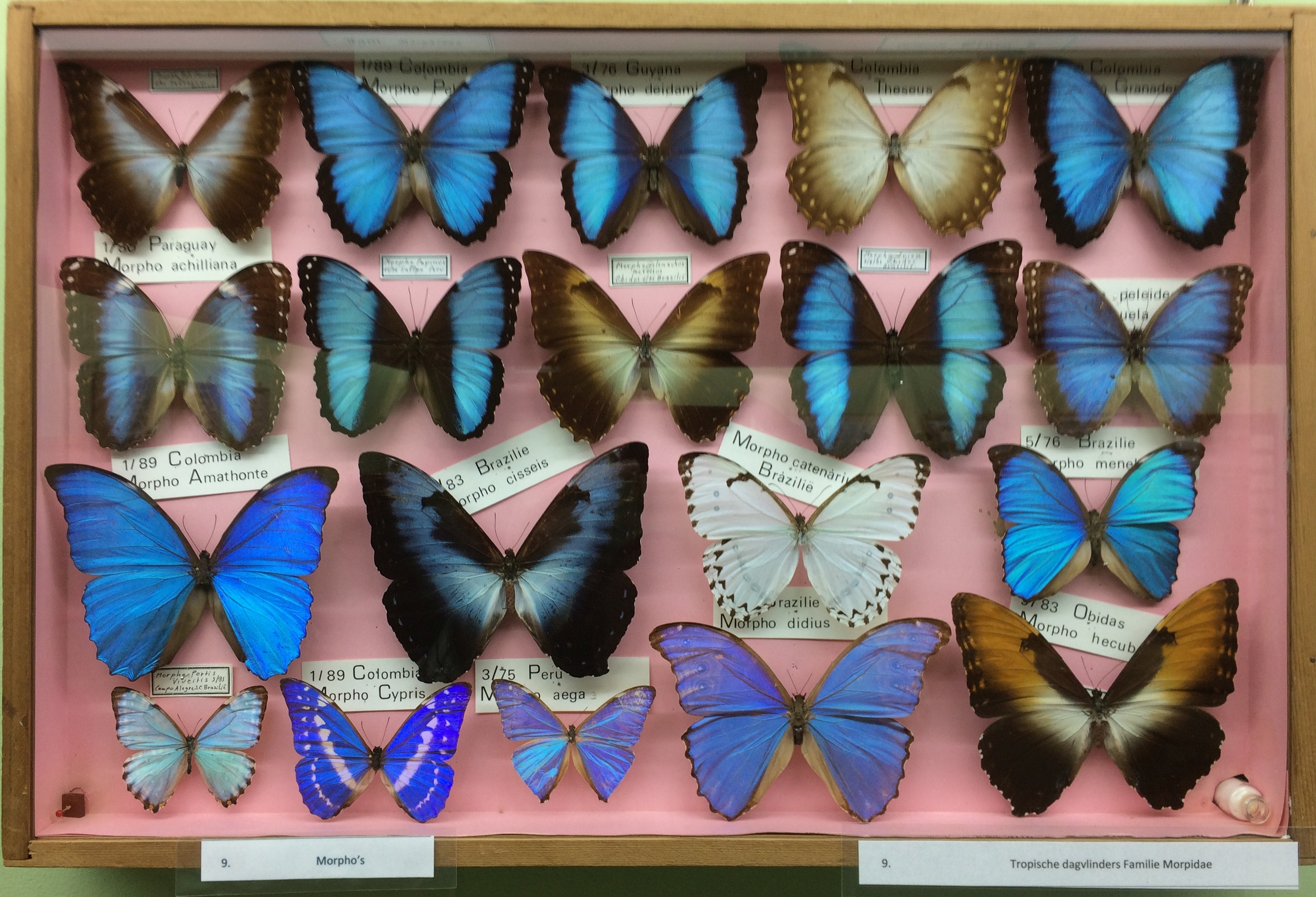
Verzameling Morpho-soorten in het Vlindermuseum

De Passiflorahoeve was een botanische tuin en zorgboerderij in Harskamp. Het park opende de deuren in 2006. Vanaf 1 oktober 2022 is het park definitief gesloten, wegens gebrek aan een nieuwe locatie en een overnamekandidaat.
De Passiflorahoeve had grote collecties soorten en hybriden uit de geslachten Passiflora en Aristolochia. Deze collecties werden door de Stichting Nationale Plantencollectie erkend als de Nederlandse Nationale Plantencollectie Passiflora en Aristolochia. Door contacten met landen waar soorten uit deze geslachten voorkomen, kon de collectie worden uitgebreid. Er waren tevens tropische en subtropische kuipplanten te zien.
Medewerkers van de Botanische Tuinen Wageningen namen de Passiflora- en Aristolochia-collecties op in het digitale Atlantis-bestand, wat een verplichting is om deel uit te blijven maken van de Stichting Nationale Plantencollectie.
Er was een tropische vlindertuin, waarin tropische vlinders en planten naast elkaar leefden. Ook waren hier een poppenkast en een visvijver gevestigd. In juli 2007 kwam de in buitenlucht gevestigde vlindertuin gereed. Dit was een door gaas overspannen tuin waarin inheemse en uitheemse vlindersoorten uit gematigde streken (onder andere uit China) en hun waardplanten en nectarplanten werden gehuisvest. De Passiflorahoeve had een eigen vlinderkwekerij die te bezichtigen is. In 2018 werd de passiflorahoeve uitgebreid met een Vlindermuseum.
Op de zorgboerderij werden paarden, schapen, pauwen, kippen, duiven en tropische vogels gehouden.
De Passiflorahoeve werd op 31 mei 2006 officieel geopend door burgemeester Roel Robbertsen van de gemeente Ede. Namens de Stichting Nationale Plantencollectie was voorzitter Pieter Baas aanwezig.
De Passiflorahoeve was in de maanden juni tot en met september van maandag tot en met zaterdag voor het publiek geopend.